# Fußfall (Sielsdorf)

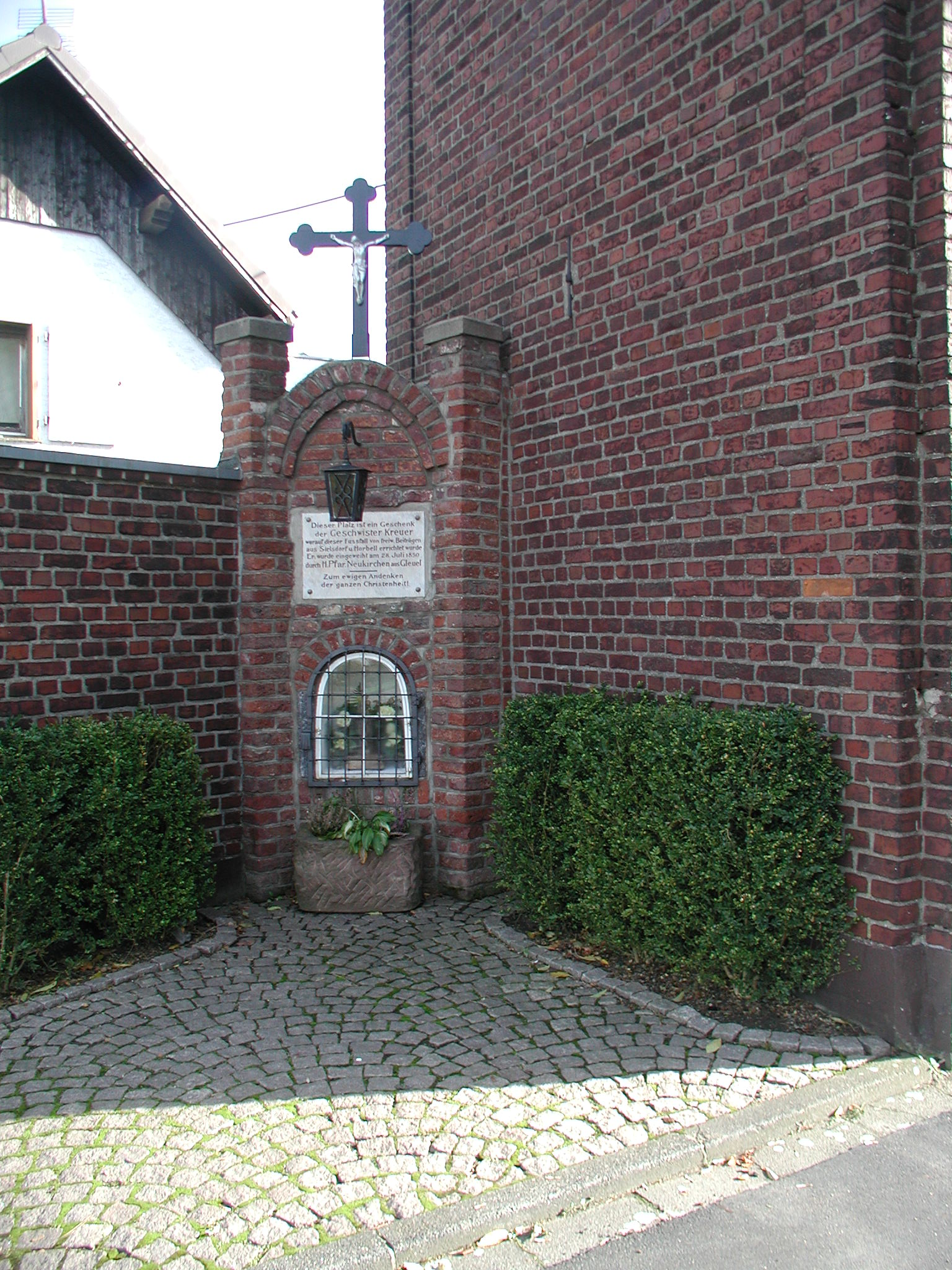
Sielsdorfer Fussfall

Der Fußfall ist ein Denkmal im Hürther Stadtteil Sielsdorf im nordrhein-westfälischen Rhein-Erft-Kreis.
Der Fußfall ist ein Bildstock, der 1850 entstanden ist. Den Platz spendeten die Geschwister Kreuer. Aus weiteren Spenden von Sielsdorfer und Horbeller Bürgern wurde dann der Bildstock errichtet. Eingeweiht wurde der Bildstock am 28. Juli 1850 durch den Gleueler Pfarrer Neukirchen.
Der Fußfall ist ein Backsteinbau. In der unteren Hälfte befindet sich hinter Glas eine keine Skulptur. In der oberen Hälfte ist ein graue Platte eingebaut, die das Datum und die Spender ausweisen. Der Bilderstock wird nach oben durch einen Rundbogen und zwei kleine Türmchen abgeschlossen. Darüber thront ein Kreuz.
Da Sielsdorf nicht über eine eigene Kirche verfügt, wird am Fußfall seit 1950 jährlich eine heilige Messe unter freiem Himmel gefeiert.
Koordinaten: 50° 54′ 9,1″ N, 6° 50′ 56,5″ O